# Grégoire Defrel
Grégoire Defrel, né le 17 juin 1991 à Meudon (Hauts-de-Seine), est un footballeur français d'ascendance martiniquaise et bretonne évoluant au poste d'attaquant au Modène FC.

## Biographie

### Amateur en France (avant 2009)
Originaire des Hauts-de-Seine, Grégoire Defrel commence tard le football. Il traverse toutes les catégories du club de sa ville de Châtillon où il évolue au niveau départemental,.
À l'été 2009, son ami Souleymane Doukara évoque le cas de Grégoire à son agent. Il s’ensuit un match de recrutement organisé à Châtillon où cinq-six joueurs sont sélectionnés. Defrel est retenu, direction le Parme FC pour lui. Son essai de trois jours se transforme en une semaine puis on lui propose un contrat.

### Professionnel en Italie (depuis 2009)
La première année est celle de l’adaptation avec la Primavera (U20) mais Defrel joue, la deuxième année il s’impose et finit les deux derniers mois de la saison 2010-2011 avec l’équipe première. Il fait sa première entrée en jeu lors de la dernière journée de Serie A contre Cagliari.
À l'été 2011, Defrel part pour l'US Foggia (D3) sous forme de prêt. Aux côtés de deux autres français, Laurent Lanteri et Guillaume Gigliotti, il vit une première saison professionnelle difficile avec deux changements d'entraîneurs. Defrel joue trente matchs.
En 2012, Defrel signe, en copropriété, un contrat quatre ans avec l'AC Cesena, en Serie B. Il marque trois buts lors de la première partie de saison et se blesse, avant de rechuter. Le club est promu en Serie A en 2014. À la mi-saison, malgré la 19e place du club, Defrel a déjà inscrit autant de buts que la saison précédente (3) et représente 30 % des buts de son équipe. A la fin de la saison il a compilé 9 buts.
Le 5 août 2015, du fait de la descente de Cesena en Serie B, il quitte le club pour rejoindre l'US Sassuolo.

## Carrière en sélection
En mai 2019, Defrel est retenu dans la liste préliminaire des 38 martiniquais en vue de la Gold Cup 2019.

## Statistiques
| Saison                | Club                  | Championnat           | Championnat | Championnat | Championnat | Coupe(s) nationale(s) | Coupe(s) nationale(s) | Coupe(s) nationale(s) | Compétition(s) continentale(s) | Compétition(s) continentale(s) | Compétition(s) continentale(s) | Compétition(s) continentale(s) | Barrages | Barrages | Barrages | Total | Total | Total |
| Saison                | Club                  | Division              | M.          | B.          | P.d.        | M.                    | B.                    | P.d.                  | Comp.                          | M.                             | B.                             | P.d.                           | M.       | B.       | P.d.     | M.    | B.    | P.d.  |
| 2010-2011             | Parme FC              | Serie A               | 1           | 0           | 0           | -                     | -                     | -                     | -                              | -                              | -                              | -                              | -        | -        | -        | 1     | 0     | 0     |
| Sous-total            | Sous-total            | Sous-total            | 1           | 0           | 0           | -                     | -                     | -                     | -                              | -                              | -                              | -                              | -        | -        | -        | 1     | 0     | 0     |
| 2011-2012             | US Foggia (prêt)      | Serie C1              | 23          | 4           | 2           | 1                     | 0                     | 0                     | -                              | -                              | -                              | -                              | -        | -        | -        | 24    | 4     | 2     |
| Sous-total            | Sous-total            | Sous-total            | 23          | 4           | 2           | 1                     | 0                     | 0                     | -                              | -                              | -                              | -                              | -        | -        | -        | 24    | 4     | 2     |
| 2012-2013             | AC Cesena             | Serie B               | 30          | 3           | 3           | -                     | -                     | -                     | -                              | -                              | -                              | -                              | -        | -        | -        | 30    | 3     | 3     |
| 2013-2014             | AC Cesena             | Serie B               | 38          | 3           | 3           | 2                     | 0                     | 0                     | -                              | -                              | -                              | -                              | 4        | 1        | 1        | 44    | 4     | 4     |
| 2014-2015             | AC Cesena             | Serie A               | 34          | 9           | 6           | 2                     | 0                     | 0                     | -                              | -                              | -                              | -                              | -        | -        | -        | 36    | 9     | 6     |
| Sous-total            | Sous-total            | Sous-total            | 102         | 15          | 12          | 4                     | 0                     | 0                     | -                              | -                              | -                              | -                              | 4        | 1        | 1        | 110   | 16    | 13    |
| 2015-2016             | US Sassuolo           | Serie A               | 33          | 7           | 6           | 2                     | 0                     | 0                     | -                              | -                              | -                              | -                              | -        | -        | -        | 35    | 7     | 6     |
| 2016-2017             | US Sassuolo           | Serie A               | 29          | 12          | 2           | 1                     | 0                     | 0                     | C3                             | 8                              | 4                              | 1                              | -        | -        | -        | 38    | 16    | 3     |
| Sous-total            | Sous-total            | Sous-total            | 62          | 19          | 8           | 3                     | 0                     | 0                     | -                              | 8                              | 4                              | 1                              | -        | -        | -        | 73    | 23    | 9     |
| 2017-2018             | AS Roma               | Serie A               | 15          | 1           | 0           | -                     | -                     | -                     | C1                             | 5                              | 0                              | 0                              | -        | -        | -        | 20    | 1     | 0     |
| Sous-total            | Sous-total            | Sous-total            | 15          | 1           | 0           | -                     | -                     | -                     | -                              | 5                              | 0                              | 0                              | -        | -        | -        | 20    | 1     | 0     |
| 2018-2019             | UC Sampdoria (prêt)   | Serie A               | 36          | 11          | 3           | 3                     | 1                     | 0                     | -                              | -                              | -                              | -                              | -        | -        | -        | 39    | 12    | 3     |
| Sous-total            | Sous-total            | Sous-total            | 36          | 11          | 3           | 3                     | 1                     | 0                     | -                              | -                              | -                              | -                              | -        | -        | -        | 39    | 12    | 3     |
| Total sur la carrière | Total sur la carrière | Total sur la carrière | 239         | 50          | 25          | 11                    | 1                     | 0                     | -                              | 13                             | 4                              | 1                              | 4        | 1        | 1        | 267   | 56    | 27    |

## Palmarès
- AC Cesena
  - 2014 : Barrages Serie A